# Championnats du monde de cyclisme sur route 1956
Navigation
Frascati 1955 Waregem 1957
Les championnats du monde de cyclisme sur route 1956 ont eu lieu le 26 août 1956 à Copenhague au Danemark.

## Résultats
| Épreuves :                          | Or                           | Or              | Argent                         | Argent | Bronze                  | Bronze |
| Professionnels                      |                              |                 |                                |        |                         |        |
| Hommes - course en ligne            | Rik Van Steenbergen Belgique | 7 h 28 min 15 s | Rik Van Looy Belgique          | m.t.   | Gerrit Schulte Pays-Bas | m.t.   |
| Amateurs                            |                              |                 |                                |        |                         |        |
| Hommes - amateurs - course en ligne | Frans Mahn Pays-Bas          | -               | Norbert Verougstraete Belgique | -      | Jan Buis Pays-Bas       | -      |

## Tableau des médailles
| Rang  | Nation   | Or | Argent | Bronze | Total |
| ----- | -------- | -- | ------ | ------ | ----- |
| 1     | Belgique | 1  | 2      | 0      | 3     |
| 2     | Pays-Bas | 1  | 0      | 2      | 3     |
| Total | Total    | 2  | 2      | 2      | 6     |